# (282) Clorinda
(282) Clorinde és un asteroide que pertany al cinturó d'asteroides descobert el 28 de gener de 1889 per Auguste Honoré Charlois des de l'observatori de Niça, França.
Possiblement rep aquest nom per Clorinda, un personatge del poema èpic de Torquato Tasso Jerusalem alliberada.